# والا والا (واشینگتن)
والا والا (به انگلیسی: Walla Walla) شهری در شهرستان والا والا ایالت واشنگتن است که در سرشماری سال ۲۰۱۰ میلادی، ۳۱۷۳۱ نفر جمعیت داشته است.